# Seleção Estoniana de Futebol em 1928 (masculina)
Futebol da Estónia jogou um total de cinco partidas internacionais no ano de 1928, oito anos depois da equipa nacional da do país Báltico primeira partida oficial internacional na história tinha jogado: em 17 de outubro de 1920 em e contra a Finlândia (derrota por 6-0). Uma seleção de Comissão da Federação de futebol estoniano determinou a composição e a preparação da equipe.

## Saldo
| Jogos  | Jogos | Jogos | Jogos      | Objectivos | Objectivos | Objectivos | Punten   |
| Jogado | Lucro | Igual | A perda de | Para       | Contra     | Equilíbrio | Punten   |
| ------ | ----- | ----- | ---------- | ---------- | ---------- | ---------- | -------- |
| 5      | 1     | 2     | 2          | 9          | 5          | +4         | De 0,800 |

## Partidas
| [[9 de julho]]Amistoso Nº 32 | {{ESTf}} | 0 – 1 | Suécia                | Kadrioru Staadion, Tallinn                |
|                              |          |       | 81' Bertil Pettersson | Público: 4,500 Árbitro: Matti Aalto (FIN) |

| [[26 de julho]][[Copa Báltica de Futebol]]Nº 33 | {{ESTf}} | 6 – 0 | Lituânia | Kadrioru Staadion, Tallinn                  |
|                                                 | Arnold Pihlak 1' (pen.) · Helmuth Räästas 14' · Arnold Pihlak 21' · Arnold Pihlak 57' · Artur Maurer 74' · Artur Maurer 78' |       |          | Público: 5,000 Árbitro: Gustaf Ekberg (HUN) |

 78' 78'
| 12 augustus Vriendschappelijk № 35 «onderlinge duels» | Predefinição:FINf-r                  | 2 – 2 | Estónia                               | Töölön Pallokenttä, Helsinki                  |
|                                                       | Gunnar Åström 30' · Yrjö Kanerva 63' |       | 41' Arnold Pihlak · 74' Heinrich Paal | Público: 3,000 Árbitro: Alf Hillerström (SWE) |

| 23 september Vriendschappelijk № 36 «onderlinge duels» | Predefinição:LATf-r | 1 – 1 | Estónia           | LSB Stadions, Riga                                  |
|                                                        | Voldemārs Plade 26' |       | 41' Arnold Pihlak | Público: 4,000 Árbitro: Valerijonas Balčiūnas (LTU) |

## Estatísticas
| Ratnik, AlfredAlfred Ratnik                 | 0000-00-00 | 20x20pxPredefinição:EE-VLAG JK Kalev Tallinn  | 4 | 0 | 0 | 4  | 0  |
| Lass, AugustAugust Lass                     | 1903-08-16 | 20x20pxPredefinição:EE-VLAG Tallinna JK       | 1 | 0 | 0 | 21 | 0  |
| Verdediging                                 |            |                                               |   |   |   |    |    |
| Kaljot, ElmarElmar Kaljot                   | 1901-11-15 | 20x20pxPredefinição:EE-VLAG Tallinna JK       | 5 | 0 | 0 | 22 | 3  |
| Kallaste, RudolfRudolf Kallaste             | 1904-07-05 | 20x20pxPredefinição:EE-VLAG Tallinna JK       | 4 | 0 | 0 | 6  | 0  |
| Piperal, VoldemarVoldemar Piperal           | 1900-10-04 | 20x20pxPredefinição:EE-VLAG JK Kalev Tallinn  | 4 | 0 | 0 | 8  | 0  |
| Reinfeldt-Reinlo, OttoOtto Reinfeldt-Reinlo | 1899-03-31 | 20x20pxPredefinição:EE-VLAG SK Tallinna Sport | 2 | 0 | 0 | 10 | 0  |
| Römmer, HeinoHeino Römmer                   | 0000-00-00 | 20x20pxPredefinição:EE-VLAG JK Kalev Tallinn  | 2 | 0 | 0 | 4  | 0  |
| Rein, BernhardBernhard Rein                 | 1897-11-19 | 20x20pxPredefinição:EE-VLAG Tallinna JK       | 1 | 0 | 0 | 21 | 0  |
| Saar, ElmarElmar Saar                       | 1908-02-19 | 20x20pxPredefinição:EE-VLAG Tallinna JK       | 1 | 0 | 0 | 1  | 0  |
| Silberg, VladimirVladimir Silberg           | 0000-00-00 | 20x20pxPredefinição:EE-VLAG SK Tallinna Sport | 1 | 0 | 0 | 2  | 0  |
| Middenveld                                  |            |                                               |   |   |   |    |    |
| Pihlak, ArnoldArnold Pihlak                 | 1902-07-17 | 20x20pxPredefinição:EE-VLAG Tallinna JK       | 5 | 0 | 4 | 30 | 12 |
| Einman, EugenEugen Einman                   | 1905-10-06 | 20x20pxPredefinição:EE-VLAG Tallinna JK       | 5 | 0 | 1 | 21 | 1  |
| Paal, HeinrichHeinrich Paal                 | 1895-06-26 | 20x20pxPredefinição:EE-VLAG SK Tallinna Sport | 5 | 0 | 1 | 27 | 4  |
| Räästas, HelmuthHelmuth Räästas             | 1903-01-20 | 20x20pxPredefinição:EE-VLAG JK Kalev Tallinn  | 3 | 0 | 1 | 5  | 2  |
| Maurer, ArturArtur Maurer                   | 1905-00-00 | 20x20pxPredefinição:EE-VLAG JK Kalev Tallinn  | 2 | 0 | 2 | 4  | 2  |
| Aanval                                      |            |                                               |   |   |   |    |    |
| Fischer, KarlKarl Fischer                   | 0000-00-00 | 20x20pxPredefinição:EE-VLAG Tallinna JK       | 4 | 0 | 0 | 4  | 0  |
| Ellman-Eelma, EduardEduard Ellman-Eelma     | 1902-04-07 | 20x20pxPredefinição:EE-VLAG Tallinna JK       | 3 | 0 | 0 | 23 | 6  |
| Joll, Ernst-AleksandrErnst-Aleksandr Joll   | 1902-09-16 | 20x20pxPredefinição:EE-VLAG Tallinna JK       | 2 | 0 | 0 | 21 | 4  |
| Brenner, Johannes Johannes Brenner          | 1906-01-16 | Predefinição:EE-VLAG Tallinna JK              | 1 | 0 | 0 | 9  | 0  |